# Jesucrista superstar
Jesucrista superstar es el segundo álbum de estudio, dividido en dos volúmenes, autopublicado de la cantante española Rigoberta Bandini, que fue lanzado mundialmente el 21 de marzo de 2025. El álbum contiene sonidos que van desde el pop melancólico, pasando por el sonido electropop y rock. El álbum recoge los sencillos «Si muriera mañana», «Pamela Anderson», «KAIMAN» y «Aprenderás», esta última con Carmen Lancho.

## Antecedentes
Bandini anunció en septiembre de 2024 la publicación de su segundo álbum de estudio para 2025. Además, publicó el sencillo principal del álbum, «Si muriera mañana». El 20 de noviembre, publicó el segundo sencillo del álbum, «Pamela Anderson». El 1 de febrero de 2025, Bandini realizó una actuación como invitada en el Benidorm Fest 2025, presentando su sencillo «Kaiman». El 1 de marzo, Bandini publicó el sencillo promocional «Soy mayor», mientras que el 7 de marzo publicó el cuarto sencillo «Aprenderás» en colaboración con Carmen Lancho. El mismo día del lanzamiento del álbum, fue publicado el videoclip para la canción «Busco un centro de gravedad permanente», que hace homenaje a la canción «Centro de gravedad permanente» de Franco Battiato.

## Promoción
El 25 de noviembre de 2024, Bandini anunció una nueva gira para 2025 en apoyo a su segundo álbum de estudio titulada Jesucrista Superstar Tour. La gira comenzará el 31 de mayo de 2025 en Sevilla y finalizará el 16 de julio en Madrid, España.

## Posicionamiento en listas
| Listas (2025)       | Mejor posición |
| ------------------- | -------------- |
| España (PROMUSICAE) | 7              |

## Lista de canciones
Créditos adaptados del sitio web oficial y de Tidal.

| Jesucrista superstar – Disco 1 |                                                          |                                       |                                                             |          |  |
| N.º                            | Título                                                   | Escritor(es)                          | Productor(es)                                               | Duración |  |
| 1.                             | «Star»                                                   | Paula Ribó González                   | Esteban Navarro Stefano Macarrone                           | 3:05     |  |
| 2.                             | «Simpática pero problemática»                            | Paula Ribó González                   | Navarro Macarrone                                           | 3:10     |  |
| 3.                             | «Enamorados»                                             | Paula Ribó González                   | Navarro Macarrone                                           | 2:59     |  |
| 4.                             | «Pamela Anderson»                                        | Paula Ribó González                   | Camilo Vélez Navarro Macarrone Santos & Fluren Maria Vertiz | 3:40     |  |
| 5.                             | «Busco un centro de gravedad permanente»                 | Paula Ribó González Navarro Macarrone | Navarro Macarrone                                           | 4:23     |  |
| 6.                             | «Canciones alegres para días tristes :) (con Luz Casal)» | Paula Ribó González Luz Casal         | Navarro Macarrone                                           | 2:46     |  |
| 7.                             | «Si muriera mañana»                                      | Paula Ribó González                   | Vertiz Vélez                                                | 2:30     |  |
| 8.                             | «VuelaaAAaa»                                             | Paula Ribó González                   | Navarro Macarrone                                           | 2:50     |  |
| 9.                             | «Amore Amore Amore»                                      | Paula Ribó González                   | Navarro Vertiz Vélez                                        | 4:06     |  |
| 10.                            | «KAIMAN»                                                 | Paula Ribó González                   | Navarro Macarrone                                           | 3:29     |  |
| 11.                            | «Aprenderás (con Carmen Lancho)»                         | Paula Ribó González Carmen Lancho     | Macarrone                                                   | 3:02     |  |
| 34:00                          |                                                          |                                       |                                                             |          |  |

| Jesucrista superstar – Disco 2 |                                                    |                                         |                                |          |  |
| N.º                            | Título                                             | Escritor(es)                            | Productor(es)                  | Duración |  |
| 1.                             | «La Pulga en el sofá»                              | Paula Ribó González                     | Vertiz Vélez                   | 1:54     |  |
| 2.                             | «Soy mayor»                                        | Navarro Paula Ribó González             | Navarro * Macarrone            | 3:33     |  |
| 3.                             | «JAJAJA»                                           | Paula Ribó González                     | Navarro Christian Quirante     | 2:32     |  |
| 4.                             | «CXT (Club Xavalas Tristes)»                       | Paula Ribó González Quirante            | Navarro Quirante               | 2:00     |  |
| 5.                             | «Spaghetiss al sol»                                | Paula Ribó González                     | Navarro Vertiz Vélez           | 1:55     |  |
| 6.                             | «Todos tienes ganas de jaleo (con Juliana Gattas)» | Paula Ribó González                     | Navarro Vertiz Vélez Macarrone | 3:22     |  |
| 7.                             | «Mi niña»                                          | Paula Ribó González                     | Navarro Juan Feduchi           | 3:07     |  |
| 8.                             | «Los milagros no ocurren al salir de un after»     | Paula Ribó González                     | Navarro Vertiz Vélez           | 4:15     |  |
| 9.                             | «Brindis!!!»                                       | Paula Ribó González * Navarro Macarrone | Navarro Macarrone              | 2:34     |  |
| 10.                            | «Cada día de la semana»                            | Paula Ribó González * Remi Fa           | Navarro Macarrone              | 2:54     |  |
| 11.                            | «Abraxas»                                          | Paula Ribó González * Navarro Macarrone | Navarro Vertiz Vélez           | 2:56     |  |
| 67:12                          |                                                    |                                         |                                |          |  |

## Historial de lanzamiento
| Región | Fecha               | Formato                          | Sello(s) discográfico(s) | Ref.   |
| ------ | ------------------- | -------------------------------- | ------------------------ | ------ |
| Varios | 21 de marzo de 2025 | CD descarga digital LP streaming | Autopublicado            | [ 14 ] |